# Roko Brajković
Roko Brajković (Split, 17. kolovoza 2005.) hrvatski je nogometaš koji igra na poziciji veznog. Trenutačno igra za Hajduk Split.

## Karijera
Brajković je počeo trenirati u Solinu. Godine 2013., s 8 godina je došao u Hajduk. Profesionalni debi u dresu Hajduka upisao je 29. travnja 2022. u pobjedi od 2:1 protiv Hrvatskog dragovoljca. Dana 28. svibnja 2023. je zabio svoj prvi gol za Hajduk u pobjedi od 3:0 nad Šibenikom.

## Vanjske poveznice
- Profil, Hrvatski nogometni savez
- Profil, Transfermarkt